# Alexander Nützel
Alexander Nützel (* 17. Januar 1964) ist ein deutscher Malakologe und Paläontologe.
Er beschäftigt sich mit der Systematik der Gastropoden und der Entwicklung dieser Gruppe vom späten Paläozoikum bis zum frühen Mesozoikum. Nützel studierte Geologie und Paläontologie an den Universitäten Erlangen und Hamburg, wo er 1992 mit einer Diplomarbeit über die spätkreidezeitlichen Flyschs von Pobla de Segur abschloss. 1997 promovierte Nützel – ebenfalls an der Universität Hamburg – mit einer Arbeit über die Entwicklungsgeschichte der Ptenoglossa. Die nächsten beiden Jahre verbrachte Nützel als Postdoc im Paläontologischen Department der Smithsonian Institution. Anschließend wechselte er wieder nach Erlangen, wo er von 1999 bis 2001 als DFG-Stipendiat arbeitete. 2002 erhielt er eine Assistentenstelle am dortigen Institut für Paläontologie, die er bis zu seiner Habilitation 2006 innehatte. Seit 2006 ist er Konservator und Privatdozent an der Bayerischen Staatssammlung für Paläontologie und Geologie, seit 2013 Professor. Nützel übernahm von September 2019 bis Ende Januar 2020 die kommissarische wissenschaftliche Leitung des Jura-Museums in Eichstätt in der Nachfolge von Martina Kölbl-Ebert.